# Gadag
Gadag là một taluk thuộc huyện Gadag, bang Karnataka, Ấn Độ.